# アッピア水道
アッピア水道（ラテン語: Aqua Appia）は、最古のローマ水道である。古代ローマのケンソル（監察官）で、有名なアッピア街道の建設者としても知られる、アッピウス・クラウディウス・カエクスにより、紀元前312年に建設された。

## 概要
ローマ水道の技術書の著者でありローマ水道長官でもあったフロンティヌスによれば、水道の全長は16.6km（11.190 ローマ・マイル）で、そのうち16.5km（11.130 ローマ・マイル）は地下の導水渠で残りが地上の構造物内を通っていた。水源はプラエネスティーナ街道の7マイルストーンと8マイルストーンの間の交差点から左へ0.78ローマ・マイルのルクラン（Lucullan）という場所であった。プラエネスティーナ門（現 マッジョーレ門）付近でローマ市街に入ってからは水道橋となり、チェリオの丘とアヴェンティーノの丘を経由してテヴェレ川近くにあったフォルム・ボアリウム付近に達していた。水量は73,000m3/日（1,825クイナリア）であった。

## 導水渠の経路

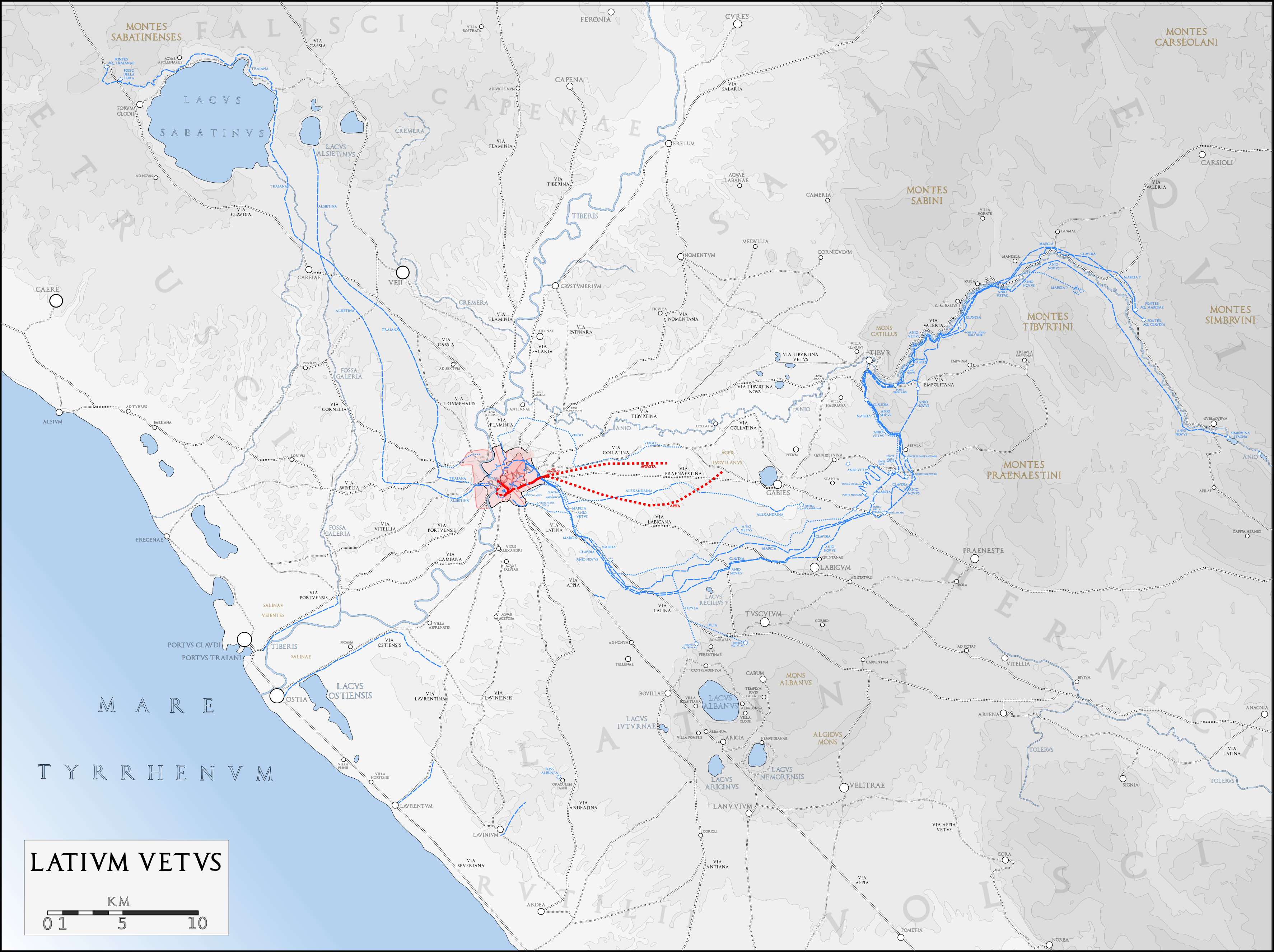
アッピア水道の水源からの経路（赤線）

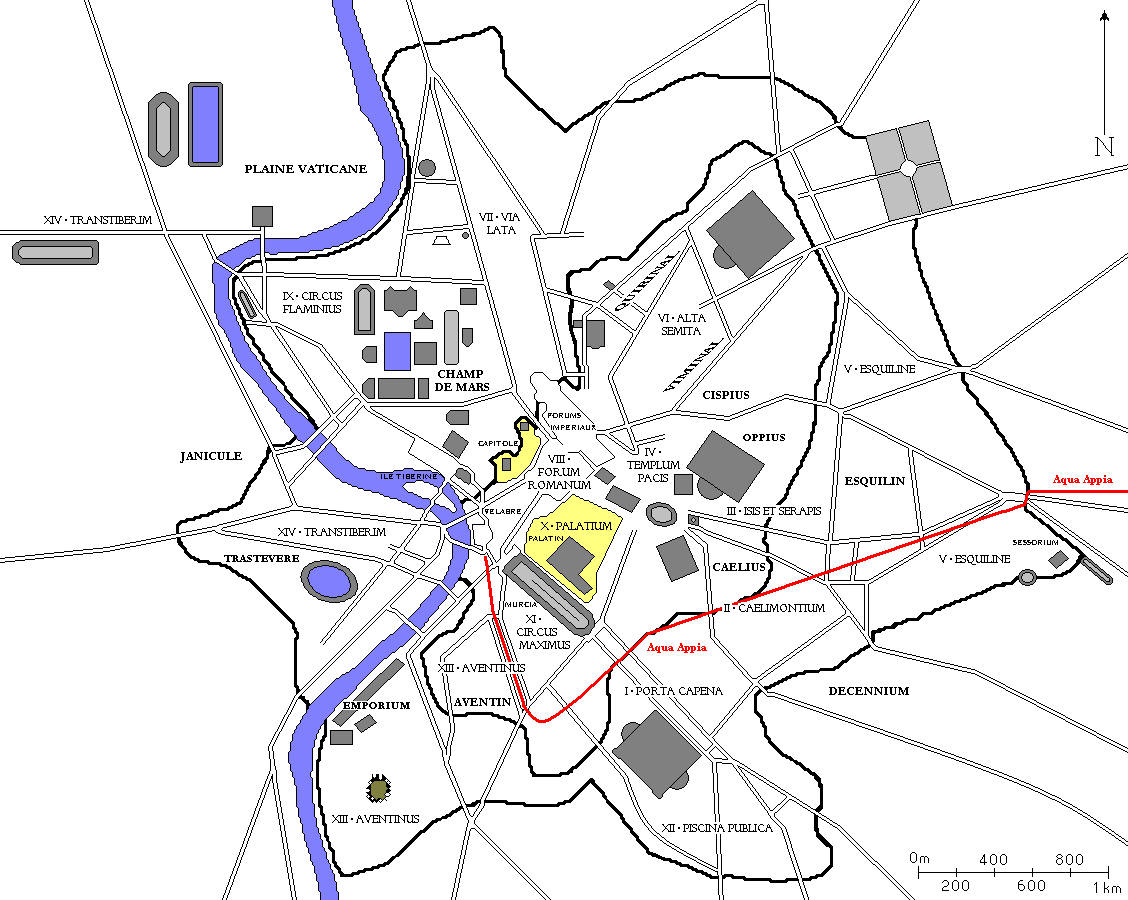
アッピア水道のローマ市内における経路（赤線）